# Brachysomida vittigera
Brachysomida vittigera är en skalbaggsart som beskrevs av Linsley och Chemsak 1972. Brachysomida vittigera ingår i släktet Brachysomida och familjen långhorningar. Inga underarter finns listade.